# آوریل گریس
آوریل گریس (انگلیسی: April Grace؛ زادهٔ ۱۲ مهٔ ۱۹۶۲) یک هنرپیشه اهل ایالات متحده آمریکا است.

## بخشی از فیلمشناسی
از فیلم‌ها یا برنامه‌های تلویزیونی که وی در آن نقش داشته‌است می‌توان به آثار زیر اشاره کرد.
- پیشتازان فضا: نسل بعدی (۱۹۹۰–۱۹۹۲)
- بین (فیلم) (۱۹۹۷)
- گرگ‌ومیش (فیلم ۱۹۹۸) (۱۹۹۸)
- بازی با قلب (۱۹۹۸)
- تاکسی شیکاگو (۱۹۹۸)
- لاست (۲۰۰۶–۲۰۰۷)
- من افسانه هستم (۲۰۰۷)
- بوستون لیگال (۲۰۰۸)
- پرونده سرد (۲۰۰۵)
- فرینج (۲۰۰۹)
- به من دروغ بگو (۲۰۱۰)
- فرزندان آشوب (۲۰۱۴)
- باغ‌وحش (مجموعه تلویزیونی) (۲۰۱۶)
- ذهن‌های جنایتکار (۲۰۲۰)
- قتل ریچارد نیکسون (۲۰۰۴)
- آناتومی گری (مجموعه تلویزیونی) (۲۰۰۸)
- پرونده‌های ایکس (۱۹۹۵)
- گمشدگان (۲۰۰۶, ۲۰۰۷)
- او. سی (۲۰۰۳)
- هوش مصنوعی (۲۰۰۱)
- کنستانتین (۲۰۰۵)
- یک روز خوب برای جان‌سخت (۲۰۱۳)
- یافتن فارستر (۲۰۰۰)
- مگنولیا (۱۹۹۹)